# Aulosaphes chinensis
Aulosaphes chinensis är en stekelart som beskrevs av Chen och He 1996. Aulosaphes chinensis ingår i släktet Aulosaphes och familjen bracksteklar. Inga underarter finns listade.